# ダリス・パルド
ダリス・エステル・パルド・コテラ（Darys Esther Pardo Cotera、1976年3月7日 - ）は、コロンビアの女子プロボクサーである。バランキヤ出身。元WBC女子世界ライト級暫定王者。

## 来歴
1997年10月11日デビューも敗戦。
1998年5月23日、デビュー2戦目を1回KOで初勝利。
2000年8月25日、Consuelo PaterninaとWIBAイベリアン・アメリカンスーパーライト級王座を争い、3回TKOで初タイトル獲得。
2001年12月15日、敵地パナマでアナ・パスカルが持つWIBA世界スーパーライト級暫定王座に挑戦するが、5回TKO負け。
2002年6月14日、Angie Paola Rochaと空位のコロンビア女子ライト級王座を争い、判定で王座獲得。
コロンビア王座防衛後、再びアナ・パスカルに今度はホームで挑戦、しかし判定で返り討ちにされた。
2006年11月25日、敵地ブラジルでドゥダ・ヤンコビッチと空位のWIBA世界スーパーライト級王座を争うが、3者フルマークの完敗。
2008年4月19日、ドゥダ・ヤンコビッチとノンタイトルで再戦。しかし判定で返り討ちされ、デビュー戦以来のノンタイトル敗戦となった。
2008年12月20日、メキシコでミア・セント・ジョンが持つWBC女子インターナショナルライト級王座に挑戦するが、判定負け。
2009年6月19日、敵地アルゼンチンでモニカ・アコスタと空位のWBC女子世界スーパーライト級王座を争うが、判定負け。
2009年10月30日、ジェシカ・ビジャフランカとWBC女子世界ライト級暫定王座をかけて対戦。3回にダウンを奪われるも、2-1の判定で辛くも勝利して、暫定王座獲得。
2010年5月8日、エリカ・ファリアス相手に暫定王座の初防衛戦に臨むも、8回KOで暫定王座陥落。
2012年9月8日、フェルナンダ・アレグレが持つWBO女子世界ジュニアウェルター級王座に挑むが、7回に棄権して敗れる。

## 戦績
- 41戦 25勝 20KO 3分 12敗

## 獲得タイトル
- WIBAイベリアン・アメリカンスーパーライト級王座
- コロンビア女子ライト級王座
- WBC女子世界ライト級暫定王座